# 博克 (明尼蘇達州)
博克（英語：Bock）是一個位於美國明尼蘇達州密爾湖縣的城市。

## 歷史
博克的郵局自1892年營運至今。此地由鐵路公司老闆命名。

## 人口
根據2020年美國人口普查的數據，博克的面積為0.43平方千米，皆為陸地。當地共有人口78人，而人口密度為每平方千米181人。